# Lilli Xene
Lilli Xene (Santa Mónica, California; 27 de agosto de 1968) es una actriz pornográfica estadounidense. Ha desarrollado principalmente su carrera entre 1992 y 1999.

## Biografía
Enfermera de profesión, Xene empezó su carrera en la pornografía en los inicios de la década de los 90. Originalmente apareció acreditada como "Lili Marlene", posteriormente, a mediados de los noventa, se cambió el nombre artístico a "Lilli Xene". A lo largo de su carrera se ha realizado varias operaciones de aumento de pecho.
Apareció en diversos programas de Talk show representando a la Industria del porno, como el de Jenny Jones.
En 1995 en una entrevista a la revista Score, reveló que era viuda, y que había escogido ser parte de la industria de la pornografía a pesar de tener fuertes creencias religiosas. A mediados de la década de los noventa, apareció en varios volúmenes de la serie de videos Pussyman demostrando su habilidad para la eyaculación femenina o "squirt".
Se retiró a principios del año 2003 para dedicarse al negocio inmobiliario.